# Elevador do Município

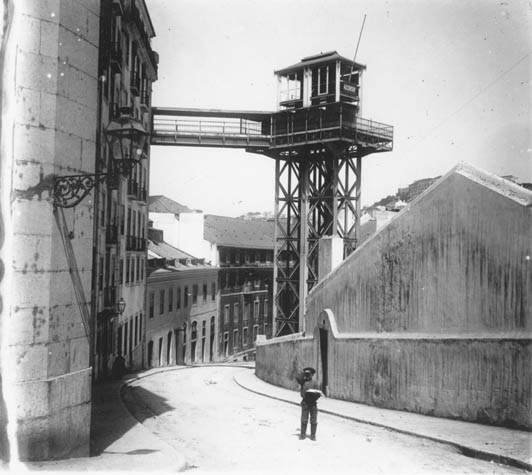
Blick in die Calçada de São Francisco

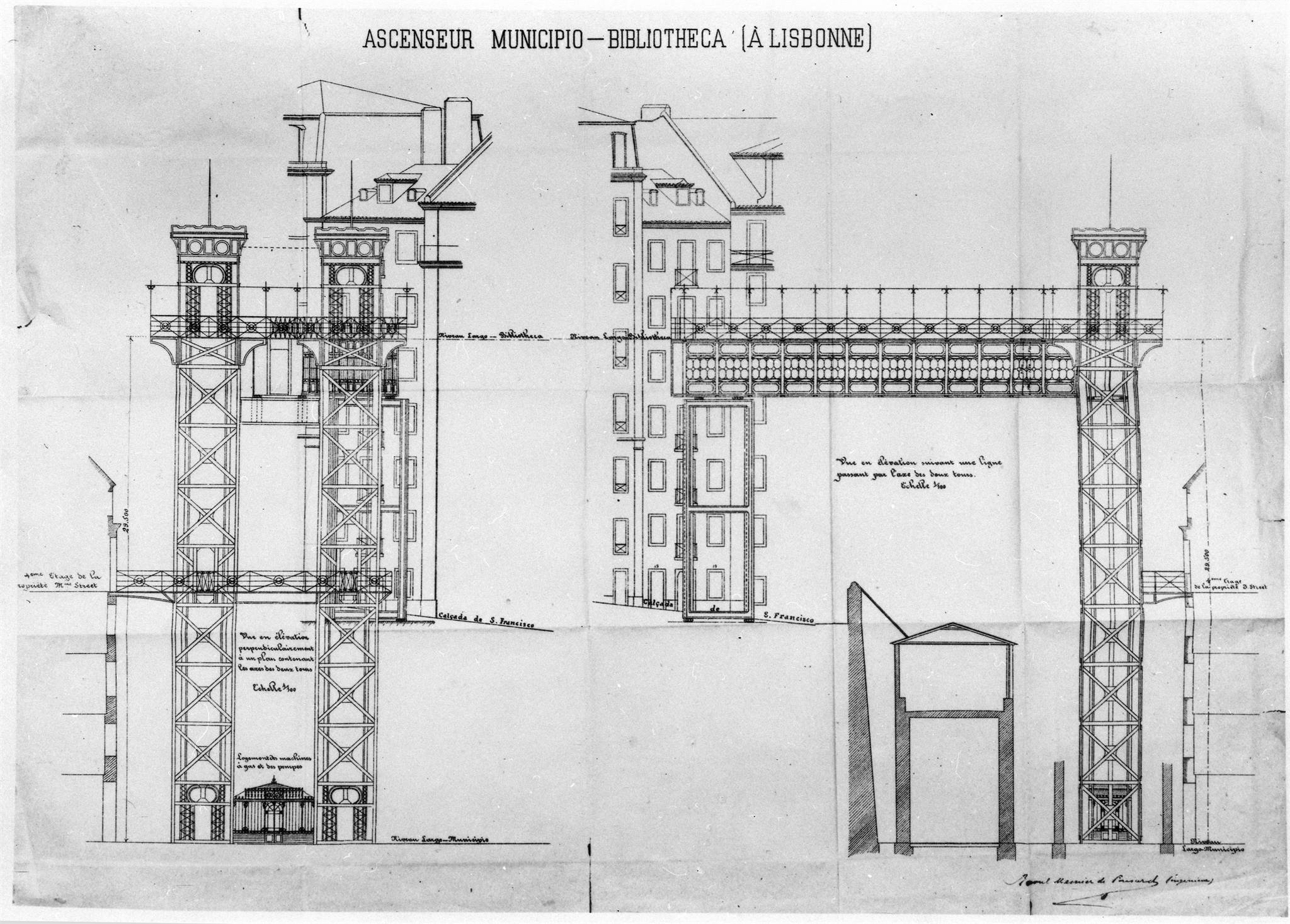
Konstruktionsplan

Der Elevador do Município (auch: Elevador da Biblioteca und Elevador de S. Julião) war ein freistehender Personenaufzug im Zentrum der portugiesischen Hauptstadt Lissabon. 
Er verband den Largo de S. Julião (heute: Praça do Município) im Stadtteil mit dem Largo da Biblioteca (heute: Largo da Academia Nacional de Belas Artes) im höhergelegenen Stadtteil Chiado.
Die markante Stahlkonstruktion wurde nach Plänen des Ingenieurs Raoul Mesnier de Ponsard errichtet und am 12. Januar 1897 in Betrieb genommen. Der Eingang des Aufzugs befand sich im Gebäude Largo de S. Julião, n.º 13. Die Ausstiegsplattform war in 29,6 Metern Höhe. Von dort führte ein 20 Meter langer Steg über die Calçada de São Francisco zur Terrasse des Palastes des Visconde de Coruche und weiter zum Largo da Biblioteca. Der Aufzug war für 25 Personen zugelassen.
Der Aufzug war wenig frequentiert und verursachte hohe Kosten. Sein Betrieb endete 1915, der Aufzug wurde 1920 abgebaut. Erst 1928 gab es mit der Inbetriebnahme der heute von der Linie 28 befahrenen und bis zu 13,5 % steilen Strecke der Lissabonner Straßenbahn über die Rua da Conceição und die Calçada de São Francisco wieder ein öffentliches Verkehrsangebot.
Der Aufzug war namensgebend für einen versuchten Staatsstreich, bei dem Republikaner und Dissidenten am 28. Januar 1908 einen Sturz der Monarchie herbeiführen wollten. Die Erste Portugiesische Republik konnten sich jedoch erst 1910 durchsetzen.